# Фёдоров, Иван Петрович
Иван Петрович Фёдоров (1871, Старосеславино, Тамбовская губерния — 25 августа 1937, Харьков) — иерей, священномученик, местночтимый святой Украинской Православной Церкви.

## Биография
Родился в 1871 году в селе Старое Сеславино Козловского уезда Тамбовской губернии. Рукоположен в 1930 году. Служил в селе Андреевка Балаклейского района Харьковской области.
3 августа 1937 года арестован и приговорен к смертной казни. Расстрелян 25 августа 1937 года в Харькове.

## Канонизация
22 июня 1993 года Определением Священного Синода Украинской Православной Церкви принято решение о местной канонизации подвижника в Харьковской епархии, в Соборе новомучеников и исповедников Слободского края (день памяти — 19 мая (1 июня)).
Чин прославления подвижника состоялся во время визита в Харьков 3-4 июля 1993 года Предстоятеля Украинской Православной Церкви Блаженнейшего Митрополита Киевского и всея Украины Владимира, в кафедральном Благовещенском соборе города.